# Памук
Памук (узб. Pomuq, Помуқ) — міське селище в Узбекистані, у Мірішкорському районі Кашкадар'їнської області.
З 1979 по 2003 роки Памук був центром Бахористанського району.
Населення 4,8 тис. мешканців (1986).
Статус міського селища з 2009 року.